# Andreis
Andreis ist eine nordostitalienische Gemeinde in der Region Friaul-Julisch Venetien. Sie liegt östlich von Pordenone und hat 245 Einwohner (Stand 31. Dezember 2023).
Die Gemeinde umfasst neben dem Hauptort Andreis fünf weitere Ortschaften und Weiler:
- Alcheda
- Bosplans
- Prapiero
- Rompagnel
- Sot Ancas

## Nachbargemeinden
Nachbargemeinden sind Barcis, Frisanco, Maniago und  Montereale Valcellina.